# Borís Grigóriev
Borís Dmítrievich Grigóriev (ruso: Бори́с Дми́триевич Григо́рьев; Rýbinsk, 23 —11 según el calendario juliano vigente en el Imperio ruso— de julio de 1886 - 7 de febrero de 1939) fue un pintor y diseñador gráfico ruso.

## Biografía
Estudió en la Universidad Estatal de Moscú de Arte Industrial Stróganov (1903-1907) y la Academia Imperial de las Artes en San Petersburgo (1907-1912), donde tuvo como profesores a Alexandr Kiseliov, Dmitry Kardovski y Abram Arjípov.
Comenzó a exhibir en 1909 como miembro del Taller de los Impresionistas; el mismo año visitó a los parientes de su madre en Suecia. En 1913 pasó cuatro meses en París, donde creó un ciclo de pinturas sobre la vida de la capital francesa.
Fue miembro del movimiento Mir iskusstva (El mundo del arte) entre 1913 y 1918. A su regreso de Francia, participó activamente en la bohemia de San Petersburgo y compartió con diversos artistas y escritores, como Serguéi Sudeikin, Velimir Jlébnikov y Anna Ajmátova, a quienes pintó.
Se interesó también en la literatura: escribió la novela Young Rays.; en 1934 publicó un poema titulado Rusia (Расея) en el periódico Nóvoye Rússkoye Slovo (La Nueva Palabra Rusa). Era una representación poética de su serie de pinturas homónima. También escribió un poema titulado América, publicado recién en 2003.
Después de la revolución bolchevique de 1917, Grigóriev cruzó clandestinamente en un bote con su familia el golfo de Finlandia en 1919 y se instaló primero en Berlín; en 1921 se mudó a París, donde estudió en la Académie de la Grande Chaumière y fue influido por Paul Cézanne.
Grigóriev también estuvo interesado en el campo ruso, sus campesinos y la vida de pueblo. Entre 1916 y 1918 creó una serie de pinturas y trabajos titulada Rusia, que mostraba la pobreza y fortaleza de la vida campesina rusa. Su trabajo fue elogiado por el crítico de arte Alexandre Benois. Según Benois, Grigóriev supo mostrar la esencia misma de Rusia en el período anterior a la agitación revolucionaria.
A partir de 1919, Grigóriev viajó y vivió en diversos países, incluyendo Finlandia, Alemania, Francia,Estados Unidos, y Centro y Sudamérica. En 1928 viajó a Chile, donde fue profesor de la Academia de Bellas Artes y jurado del Salón Oficial de aquel año.
Borís Grigóriev falleció en Cagnes-sur-Mer en 1939.

## Galería

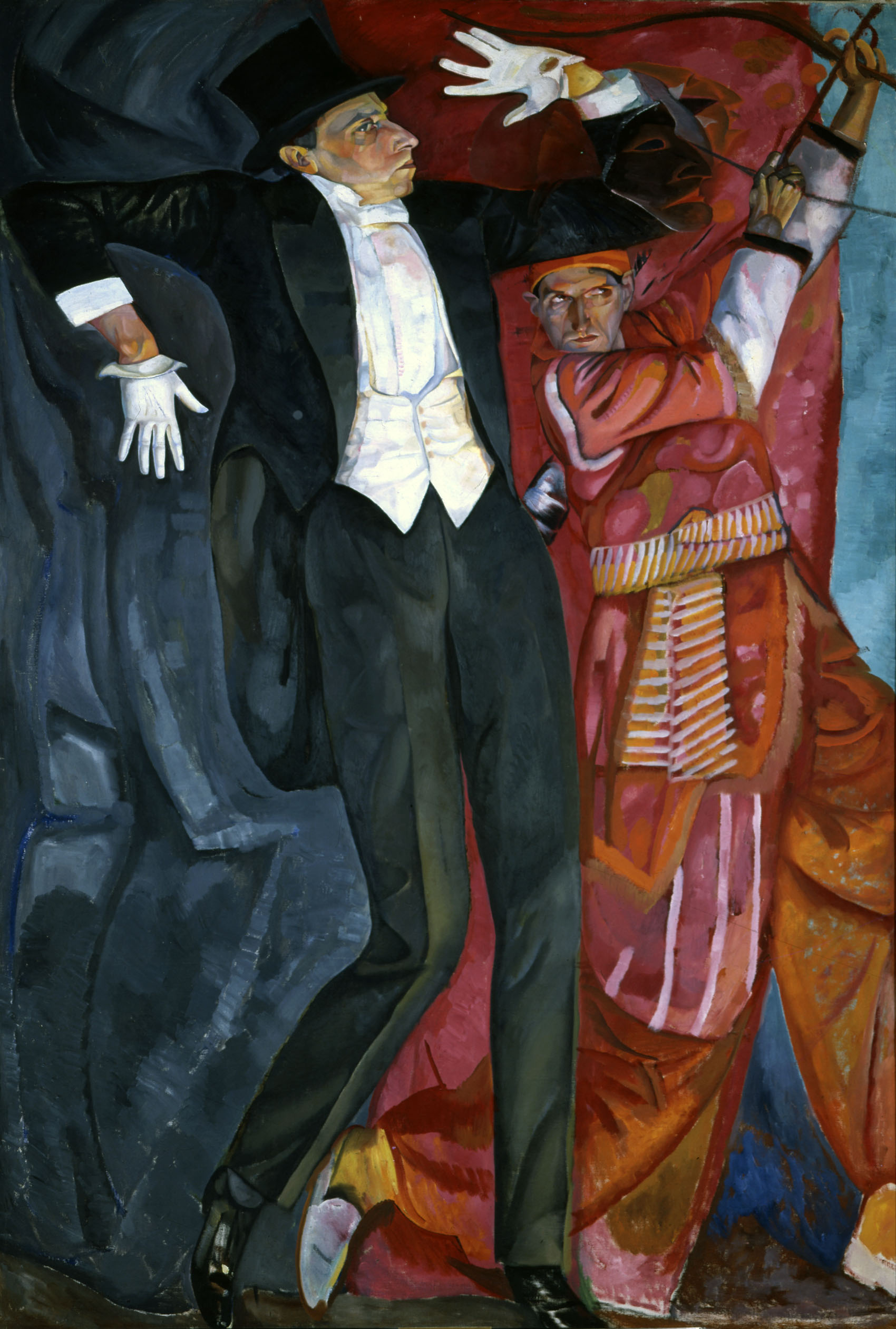
Vsévolod Meyerhold, 1916
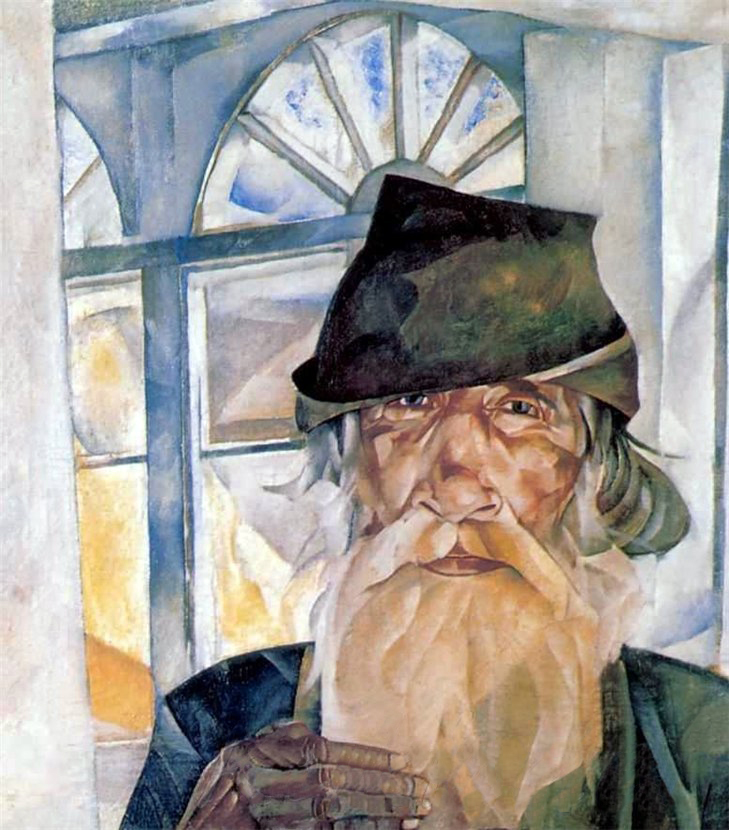
Un hombre de Olonets
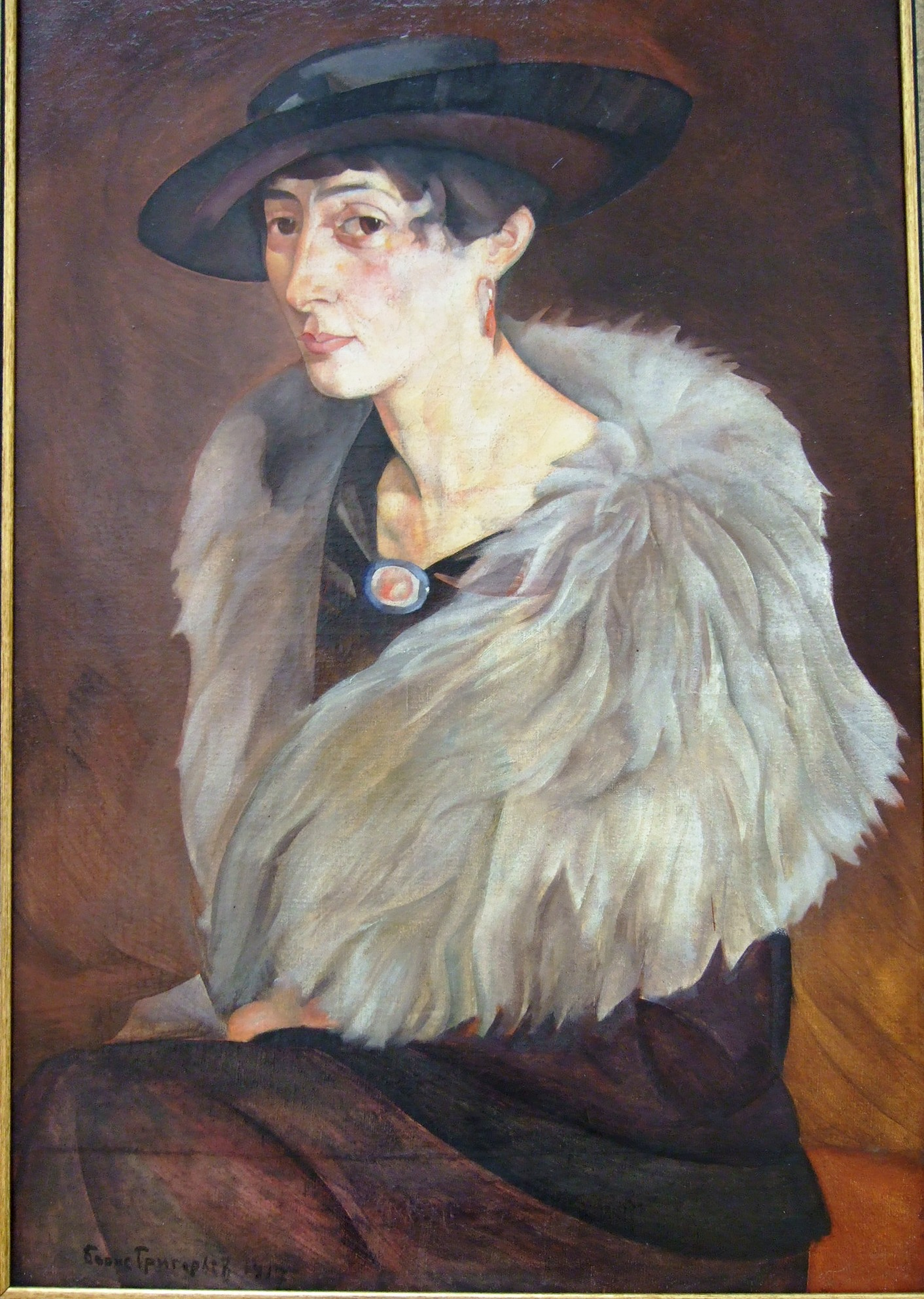
Retrato de Anna Grilikhes, 1917
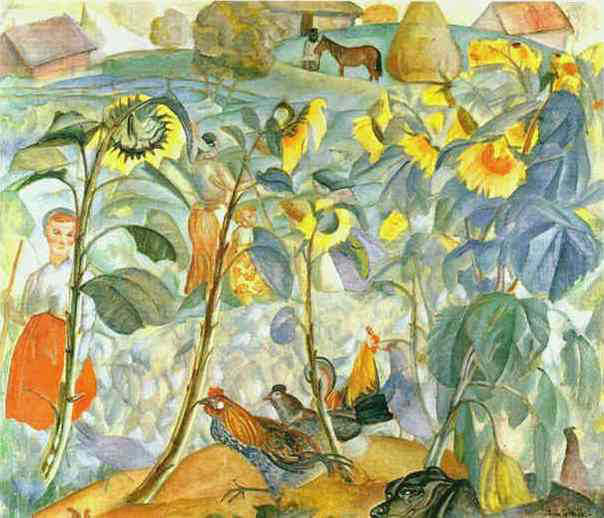
Girasoles, 1917-1919
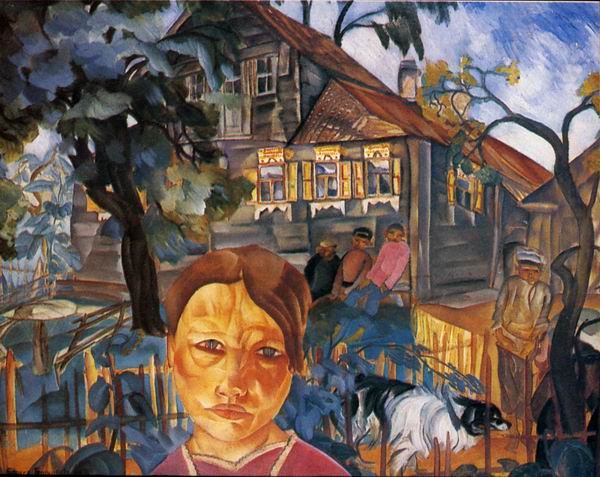
Aldea, 1918
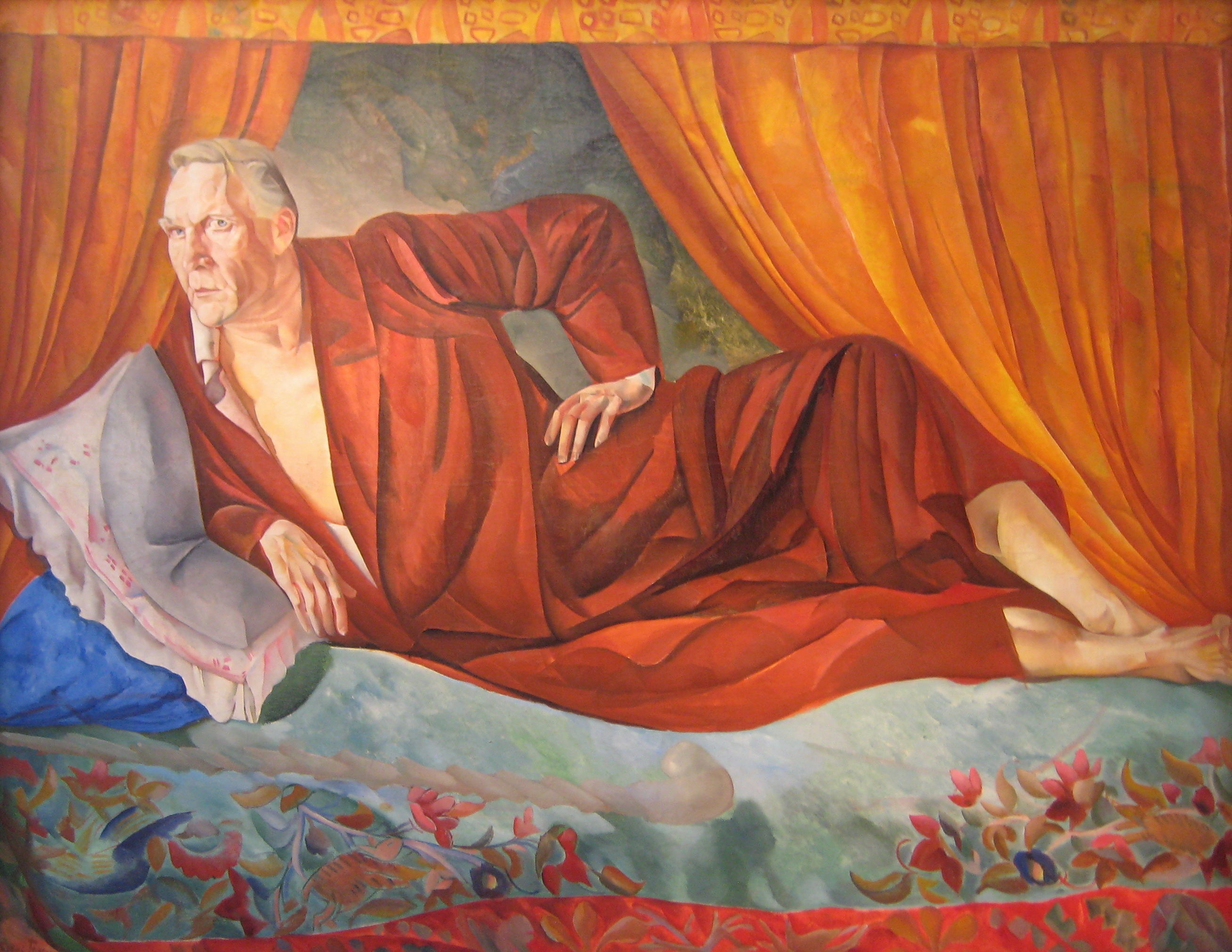
Fiódor Chaliapin, 1918
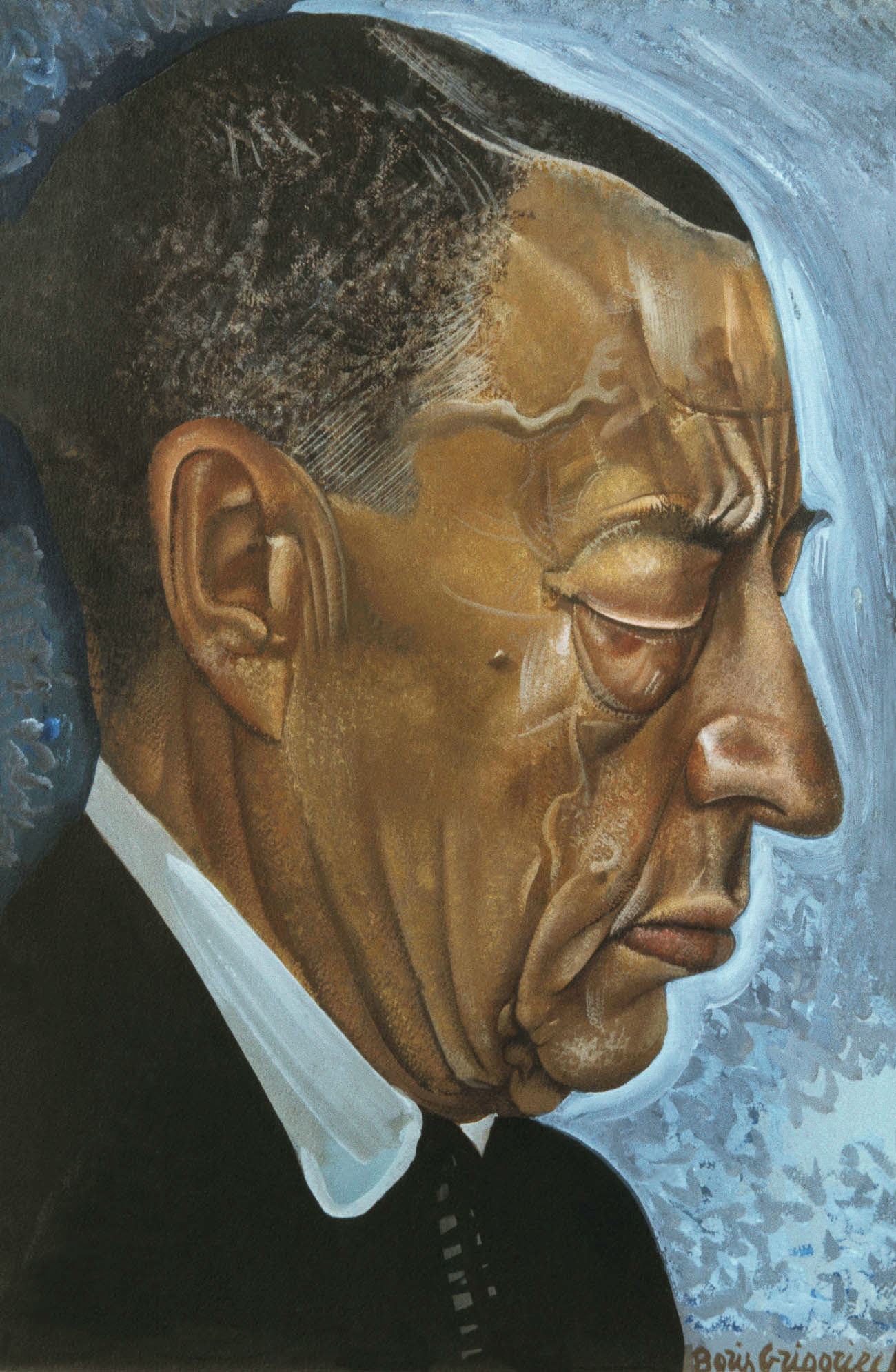
Serguéi Rajmáninov
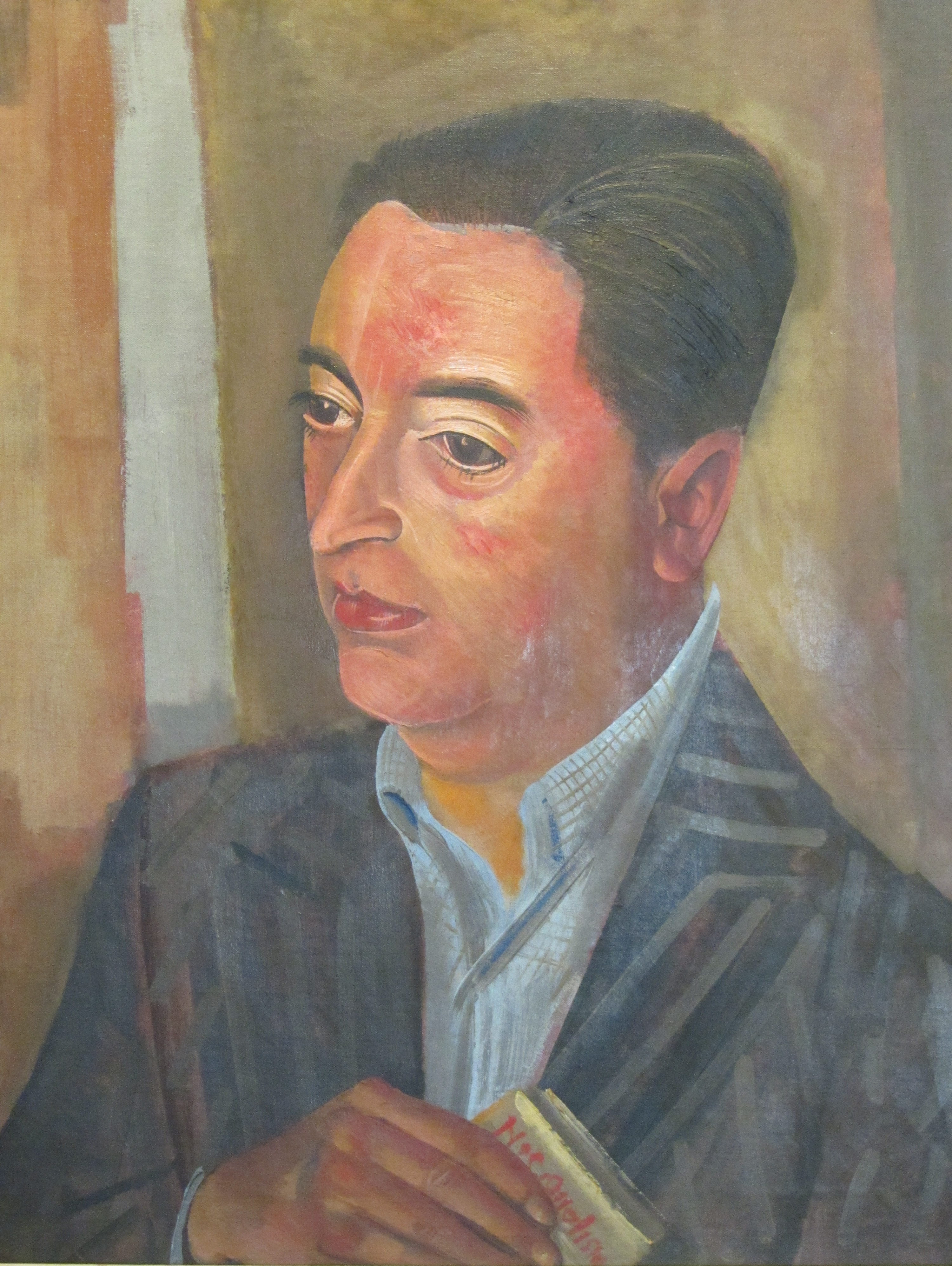
Joaquín Edwards Bello